# Wouter van Pelt
Wouter van Pelt, född den 23 april 1968 i Alphen aan den Rijn, Nederländerna, är en nederländsk landhockeyspelare.
Han tog OS-guld i herrarnas landhockeyturnering i samband med de olympiska landhockeytävlingarna 1996 i Atlanta.
Därefter tog han OS-guld igen i samma gren i samband med de olympiska landhockeytävlingarna 2000 i Sydney.